# Boschi di miombo dello Zambesi centrale
I boschi di miombo dello Zambesi centrale sono una area di foresta densa che taglia trasversalmente l'Africa meridionale e costituisce una delle più vaste ecoregioni del continente. Ospita una grande varietà di animali, compreso molti grandi mammiferi. Forma parte della regione denominata steppe alberate del miombo centrale e orientale.

## Localizzazione e descrizione
La regione copre una vasta area che si estende a nordest dall'Angola, incluso la porzione sudorientale della repubblica democratica del Congo, la parte settentrionale della Zambia, una larga parte della Tanzania occidentale, il Burundi meridionale e il Malawi settentrionale e occidentale. Nel Congo, l'ecoregione è quasi tutta contenuta nella provincia del Katanga. In Zambia, occupa la metà settentrionale del paese, al di sopra di Lusaka, incluse la "orecchie" orientale e occidentale e la provincia del Copperbelt. In Tanzania, copre le province occidentale interne tra il lago Vittoria, il lago Tanganica e il lago Niassa.
L'area si presenta generalmente come un altopiano pianeggiante e i suoli sono poveri. Il clima è tropicale con una lunga stagione secca, che può durare anche sette mesi e espone la foresta al rischio degli incendi, e una stagione piovosa da novembre a marzo. Il bosco è spezzato da vari dambo (paludi erbose), che arrivano a costituire fino al trenta per cento della regione.

## Flora

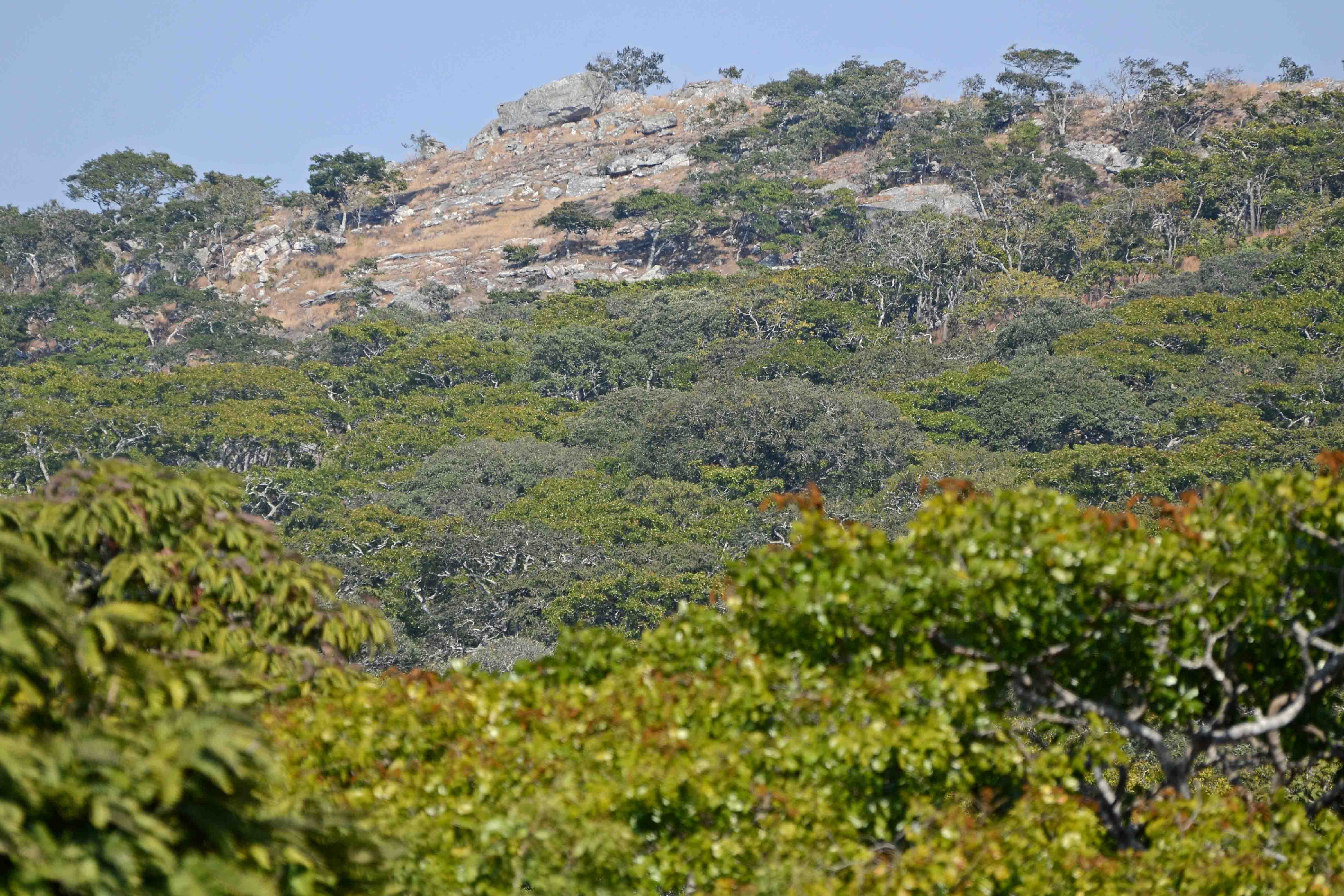
Rilievi nell'area

La foresta contiene la flora tipica del miombo, con alberi alti circondati da arbusti e praterie nel sottobosco, ma contiene molte altre forme di vita vegetale. Ci sono tipicamente più specie di alberi sempreverdi rispetto al miombo. Le classiche specie del miombo, quali Brachystegia spp., Julbernardia spp. e Isoberlinia spp. dominano nella parte forestale. Sotto le specie arboree, si trovano importanti specie erbacee come Crotalaria spp. e Indigofera tinctoria. 

## Fauna
La fauna è differenziata. Le erbe, gli arbusti e gli alberi sostengono molti grandi mammiferi, tra cui il rinoceronte nero, bufalo, elefante e antilopi come l'eland, sable antelopes, roan antelopes, Lichtenstein's hartebeests, e la swamp-dwelling antelopes. I grandi carnivori comprendono il leone (Panthera leo), il leopardo (Panthera pardus), il ghepardo (Acinonyx jubatus), iena maculata (Crocuta crocuta), iena striata (Hyaena hyaena), licaone (Lycaon pictus) e lo sciacallo striato (Canis adustus). Ci sono anche numerosi primati nel bosco, particolarmente in Congo e in Uganda, tra cui babbuini gialli e scimpanzé. Infatti il famoso Parco nazionale del Gombe Stream, che è una riserva di scimpanzé, si trova in questa ecoregione. Gli unici mammiferi endemici sono il Graphiurus monardi, un altro topo, il topo dei prati striato di Rosevear (Lemniscomys roseveari), la Crocidura ansellorum e la Crocidura zimmeri. 
La foresta ospita anche molte specie di rettili e uccelli. Tra questi ultimi, ci sono due specie endemiche, entrambe localizzate nell'area dell'ecoregione che si trova all'interno della repubblica democratica del Congo: il Ploceus ruweti e l'astride dal sopracciglio nero (Estrilda nigriloris). 
Tra i rettili, ci sono diciannove specie endemiche tredici tra gli anfibi; un'area particolarmente ricca è quella del parco nazionale Upemba, in Congo.

## Aree urbane e insediamenti
Anche se l'ecoregione include grandi spazi naturali e aree protette dai parchi nazionali, ci sono numerose zone altamente antropizzate, particolarmente in Malawi e in Burundi e zone urbane importanti, come quella di Lusaka in Zambia. Attorno a queste regioni, la foresta è stata ampiamente sfruttata per fare spazio alla coltivazione, alla raccolta della legna da ardere e per la produzione di carbone vegetale. Gran parte della Zambia a Nord di Lusaka ricade all'interno di questa ecoregione, comprese la Copperbelt e le sue città: Ndola, Kitwe, Chingola, la località dove sorgono le gigantesce miniere di Nchang, Luanshya, e quella che una volta è stata la città mineraria di Kabwe (Collina spaccata), nella Central Province. In Congo, il Katanga possiede l'industria estrattiva del rame e del cobalto, per questo motivo esiste una linea ferroviaria che parte verso il nord del Congo attraverso la provincia, partendo da Lubumbashi e un'altra, la TAZARA, che collega la zona mineraria dello Zambia con il porto tanzaniano di Dar es Salaam dopo un percorso di 1.800 km. Il porto di Kigoma, sul lago Tanganica, è il punto di partenza per le visite al Parco nazionale del Gombe Stream.

## Rischi e protezione
I rischi per quest'area risiedono prima di tutto nella caccia alla bushmeat e in particolare al bracconaggio di elefanti e rinoceronti. Anche le distruzioni dovute agli incendi sono comuni, specialmente nelle aree circostanti gli insediamenti abitati, dove la popolazione ha bisogno di aree per espandere le coltivazioni con la tecnica del debbio, oltre che per la produzione di carbone vegetale. Nella zona altamente antropizzata del Copperbelt dello Zambia e del Congo, la foresta è stata abbattuta in gran parte, proprio per permettere l'aumento della produzione agricola e la fornitura di combustibile per le popolazioni urbane. L'industria mineraria ha causato danni da inquinamento nei corsi d'acqua e la guerra civile del Congo ha contribuito in modo significativo all'ulteriore danneggiamento dell'ambiente.
Questa ecoregione comprende vaste aree classificate come parchi nazionali, riserve di caccia e altre aree protette, tra cui:
- in Zambia - il grande parco nazionale Kafue e il parco nazionale Kasanka, gestito privatamente, nella Zambia centrale, il santuario degli uccelli di Chembe nella Copperbelt, i parchi nazionali del lago Mweru, del lago Bangweulu e lo Nsumbu, a nord, sulla riva del lago Tanganica.
- in Malawi - il grande parco nazionale Nyika, e il parco nazionale Kasungu.
- in Tanzania - il Parco nazionale del Gombe Stream.